# Callundine lacordairei
Callundine lacordairei – gatunek chrząszcza z rodziny kózkowatych i podrodziny zgrzypikowych. Jedyny przedstawiciel rodzaju Callundine.

## Zasięg występowania
Gatunek ten występuje w południowo-wschodniej Azji, notowany w Indiach, Bhutanie, Mjanmie oraz południowych Chinach.